# Hexoplon nigricolle
Hexoplon nigricolle är en skalbaggsart som beskrevs av Pierre Émile Gounelle 1909. Hexoplon nigricolle ingår i släktet Hexoplon och familjen långhorningar. Inga underarter finns listade i Catalogue of Life.